# Mojama de Isla Cristina

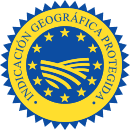
Logotipo de Indicación Geográfica Protegida.

Mojama de Isla Cristina es una indicación geográfica protegida (IGP) de la mojama elaborada en la Costa Occidental de Huelva. Esta indicación geográfica fue aprobada por Orden de 6 de junio de 2014 de la Consejería de Agricultura y Pesca de la Junta de Andalucía y publicada en el BOE nº 160 de 2 de julio de 2014. En la misma orden se aprobó la indicación geográfica de Mojama de Barbate. La sede del Órgano de Gestión de la IGP es la Asociación andaluza de fabricantes de salazones, ahumados y otros transformados primarios de la pesca, división de salazones de Isla Cristina (Huelva) radicada en el municipio sevillano de Tomares.

## Zona geográfica
La zona de elaboración de la Mojama de Isla Cristina se ubica íntegramente en la provincia de Huelva, concretamente en los municipios costeros de la comarca Costa Occidental de Huelva: Isla Cristina, Lepe, Cartaya y Ayamonte.

## Composición
La Mojama de Isla Cristina se obtiene únicamente a partir de lomos de atún de las especies Thunnus albacares y Thunnus thynnus, salazonados con sal marina, sin el uso de ningún otro tipo de elementos químicos o aditivos durante su elaboración. Los atunes pueden proceder de cualquier zona de pesca, si bien deben ser silvestres.
Dependiendo de la parte del lomo del atún con el que se elabore la mojama, se distinguen dos categorías amparadas por la IGP: categoría «extra» y categoría «primera». La mojama de categoría «extra» se elabora con la parte más interior del lomo, la cual está en contacto con la espina dorsal del atún, caracterizada por un menor contenido de grasa. La mojama de categoría «primera» procede de la zona del lomo contigua a la de la categoría «extra» y posee un mayor contenido graso.

## Descripción
El producto tiene un aspecto exterior marrón oscuro, una textura compacta y lisa, poco fibrosa y un olor y sabor a pescado azul. Al corte presenta las vetas propias de los lomos de atún y una coloración granate con distintas tonalidades, acentuándose el color oscuro hacia los bordes. La concentración de sal se encuentra entre el 3% y el 9%.